# Verdugada

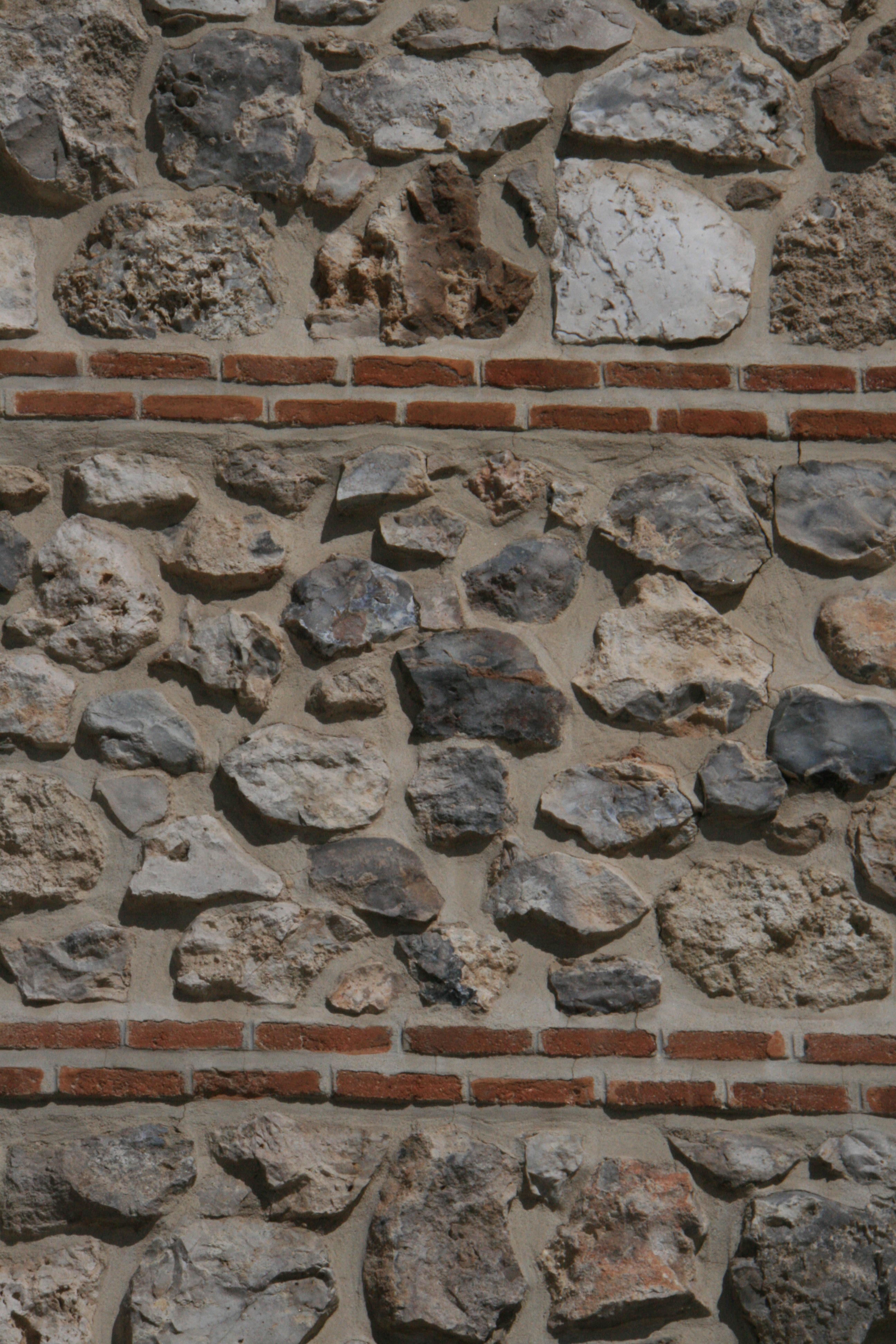
En el aparejo toledano se aprecian claramente las hiladas de ladrillo o verdugadas.

En arquitectura, se conoce como verdugada, palabra proveniente del latín viridis (fuerte), a la fila horizontal de ladrillos que dan consistencia a un muro o pared construidos con otro material.
Puede aparecer en el llamado Aparejo toledano.